# Louis Gallois
Pour les articles homonymes, voir Gallois (homonymie).
Louis Gallois, né le 26 janvier 1944 à Montauban en Tarn-et-Garonne, est un haut fonctionnaire et dirigeant d'entreprise français. Il est, entre autres fonctions, Commissaire général à l’investissement de 2012 à 2014. Entre 2014 et 2021, il est président du conseil de surveillance de PSA Peugeot Citroën.

## Biographie

### Énarque et haut fonctionnaire
Après l'obtention de son baccalauréat, il suit, en 1961 et 1962, une classe préparatoire mathématiques supérieures au Lycée privé Sainte-Geneviève à Versailles. Suivants les conseils de ses enseignants, il se réoriente vers une classe préparatoire économique puis entre à HEC Paris en 1963. Diplômé en 1966, il intègre ensuite l'ENA, promotion Charles de Gaulle (1970-1972). À cette époque, il adhère à la nouvelle section de la CFDT de l'ENA et au Parti socialiste avec son camarade de promotion Jérôme Clément. À sa sortie, en 1972, il entre comme administrateur civil à la direction du Trésor, aux côtés de Michel Lallemand et Michel Thérond.
Il la quitte en mai 1981 pour devenir directeur de cabinet de Jean-Pierre Chevènement, ministre de la Recherche et de la Technologie. Il est ensuite nommé directeur général de l’Industrie, Ministère de l'Industrie en septembre 1982, puis chargé de mission au ministère de l’Économie, des Finances et de la Privatisation en octobre 1986. Il retrouve la direction du cabinet de Jean-Pierre Chevènement, cette fois ministre de la Défense, en mai 1988.

### Dirigeant d'entreprises nationalisées (1989-2006)
Le 5 juillet 1989, il est nommé PDG de la Snecma. En juin 1992, il est nommé PDG d’Aérospatiale.
Appelé à la présidence de la SNCF en juillet 1996 par Alain Juppé, Premier ministre, pour remplacer Loïk Le Floch-Prigent impliqué dans l'affaire Elf, il négocie un pacte social avec la CGT, mettant en œuvre une cogestion avec les salariés. En revanche, il ne reprend pas en main la filiale de ferries SeaFrance, mise en liquidation en 2011, et laisse à ses successeurs la réforme du fret. Lors de son départ de la SNCF, en juillet 2006, les syndicats saluent les qualités de ce patron atypique[citation nécessaire]. Il avoue cependant au magazine Challenges que « franchement, je ne pensais pas rester dix ans à la SNCF. Je suis venu par hasard. Je n'étais pas prédestiné ».

### À la tête de EADS (2006-2012)
Avec l'appui de Jacques Chirac, il est nommé coprésident d'EADS le 2 juillet 2006 et PDG de la branche civile, Airbus, le 9 octobre de la même année, en remplacement de Christian Streiff. Le 16 juillet 2007, il est nommé PDG d'EADS (et président d'honneur de la Fondation EADS) ce qui met fin à la structure bicéphale de l'entreprise. Il parvient à dépasser les blocages franco-allemands au sein d'EADS, fragilisé par les dissensions nationales et les soupçons de délit d'initiés parmi ses dirigeants, mais échoue à fusionner le groupe avec le britannique BAE face au refus d'Angela Merkel. Pour conserver le fragile équilibre entre les deux pays, il renonce à réformer l'entreprise aéronautique. En revanche, il dessine un plan pour rééquilibrer activités civiles et militaires à l'horizon de dix ans.
En 2008, il est le 14e patron le mieux payé de France avec 2,52 millions d'euros pour l'année. Il aurait refusé à son arrivée de percevoir un salaire supérieur à 180 000 euros par an, somme qu'il touchait à la SNCF, mais aurait été empêché par les statuts d'EADS prévoyant une équivalence avec le traitement du coprésident allemand, Thomas Enders. En 2008 et 2009, Louis Gallois a refusé de toucher sa part variable d'un million d'euros, touchant donc 900 000 euros de salaire fixe au titre de 2009, comme en 2008. En janvier 2012, il déclare gagner 2 600 000 euros, somme qu'il estime incompréhensible par le plus grand nombre et se prononce en faveur d'une limitation des hauts revenus par l'autodiscipline et la fiscalité. Il déclare dans cette même émission verser une part de son salaire à des associations sociales et humanitaires.
Son mandat à EADS prend fin le 31 mai 2012, alors qu'il visait une prolongation de deux ans ou bien une élection à la tête du conseil d'administration.

### Mandats associatifs (2011-)
Le 10 octobre 2011, il prend la présidence de La Fabrique de l'Industrie, laboratoire d'idées patronal nouvellement fondé pour réfléchir aux enjeux et aux perspectives de l'industrie française.
Il est également président de la Fédération nationale des associations d'accueil et de réinsertion sociale (FNARS), une fédération française d'organismes et d'associations proposant aux personnes en situation de grave détresse sociale un accueil, un hébergement et une aide à la réinsertion sociale.
En décembre 2017, il demande le retrait des circulaires Collomb et fournit aux directeurs de centres d'hébergement, travailleurs sociaux ou bénévoles un bréviaire proposant diverses manières de « défendre les droits fondamentaux et l'accueil inconditionnel en hébergement ». Le 22 décembre, lors d'une réunion, le Premier ministre Édouard Philippe lui propose de participer à un groupe de suivi des circulaires, ce qu'il refuse, au motif qu'il en demande le retrait pur et simple.

### Commissaire général à l'investissement (2012-2014)
Grand serviteur de l'État, patron médiatique à l'image sociale travaillée, classé à gauche, mais essentiellement par des gouvernements de droite, il est décrit comme un dirigeant solitaire.
Alors que son nom est cité dans les médias comme possible ministre dans le gouvernement Jean-Marc Ayrault, pour le portefeuille de l'industrie, des transports ou des Finances, il est nommé, le 6 juin 2012, commissaire général à l'investissement en Conseil des ministres, dans le cadre du programme des investissements d'avenir, ancien « Grand emprunt ». Il est chargé par le Premier ministre Jean-Marc Ayrault de la rédaction d'un rapport sur la compétitivité française, qu'il remet le 5 novembre 2012 à son commanditaire. Avant même sa remise, ce rapport et les thèmes qui y sont supposés abordés sont discutés par la classe politique française. Le rapport de 74 pages propose 22 propositions dont celle de créer un choc de compétitivité en transférant une partie significative des cotisations sociales jusqu’à 3,5 SMIC – de l’ordre de 30 milliards d’euros, soit 1,5 % du PIB – vers la fiscalité et la réduction de la dépense publique. Ce transfert concernerait pour deux tiers les cotisations patronales, et pour un tiers les cotisations salariales.
Le journaliste économique Jean-Marc Sylvestre estime, en conclusion d'un article publié en décembre 2012, que Louis Gallois serait, selon ses vues, le mieux placé, pour succéder à Jean-Marc Ayrault dans les fonctions de Premier ministre, notamment en raison du bon accueil réservé au rapport sur la compétitivité, de sa « sensibilité sociale » appréciée à gauche, d'un « sens aigu de la responsabilité et du pragmatisme » appréciés à droite et dans les milieux patronaux, et du fait qu'il n'aurait « aucune ambition électorale », afin de « faire sauter tous les verrous qui bloquent les réformes pourtant nécessaires », dans un contexte d'aggravation de la crise économique française en 2013.

### SNCM
Le 30 juin 2014 Frédéric Cuvillier, secrétaire d'État chargé des Transports et de la Mer, confie à Louis Gallois « la mission d'établir un plan stratégique de soutien aux compagnies de transport maritime françaises », pour redresser la SNCM. Son travail doit être livré fin 2014.

### Président du conseil de surveillance de PSA (2014-2021)
Le 18 décembre 2012, il est pressenti pour être nommé membre du conseil de surveillance de PSA Peugeot Citroën. L'État avait exigé, en échange de l'obtention d'une garantie publique de 7 milliards d'euros à Banque PSA Finance, une ouverture du conseil de surveillance à un administrateur salarié, et à un autre administrateur en lien étroit avec l'État. Il est coopté au conseil de surveillance le 12 février 2013, sa nomination étant ensuite ratifiée par l’Assemblée générale des actionnaires de PSA Peugeot Citroën le 24 avril 2013.
En février 2014, c'est à la présidence du conseil de surveillance du groupe automobile que Louis Gallois est pressenti. Cette nomination est poussée par l'État français, opposé sur ce dossier à la famille Peugeot. Celle-ci lui préfère Gérard Hauser, ancien PDG du fabricant de câbles Nexans, mais également jusqu'en 2009 administrateur de Faurecia, une filiale de Peugeot. Le 18 mars 2014, Louis Gallois est nommé à l'unanimité à la présidence du conseil de surveillance.
Il annonce qu'il quittera son poste en 2020 PSA lors de l'Assemblée Générale de 2018. Il ne le quitte finalement qu'en 2021.

### Président du Fonds «territoires zéro chômeur longue durée»
En juillet 2016, Louis Gallois est élu président du Fonds d’expérimentation contre le chômage de longue durée qui encadre l'Association Territoires zéro chômeur de longue durée qui visent à proposer, sur dix territoires français, un emploi à tous les chômeurs de longue durée. L'expérimentation démarre sur dix territoires début 2017.
Le Fonds a notamment pour missions :
- de proposer les territoires retenus pour l’expérimentation, et de suivre la mise en oeuvre locale des programmes d’actions ;
- de financer une fraction de la rémunération des personnes embauchées dans les entreprises conventionnées des territoires ;
- de signer les conventions avec l’Etat, les collectivités, les établissements assurant la mise en oeuvre de l’expérimentation sur ces territoires ;
- de dresser le bilan de cette expérimentation.

Des articles très critiques sur le dispositif sont publiés en octobre 2019 par l'économiste Pierre Cahuc, ils sont l'objet d'une polémique à laquelle Louis Gallois participe en reprochant à Cahuc de s'être exprimé avant même que le comité d'évaluation dont il fait partie ait rendu ses conclusions. Gallois dira que c'est « profondément anormal ».
Peu après, la ministre du travail s'appuie sur les écrits de Cahuc pour questionner l'expérimentation.

## Mandats sociaux
Louis Gallois est également :
- membre du conseil d’administration d’Air France ;
- co-président de La Fabrique de l'industrie, groupe de réflexion sur l'industrie ;
- président de la Fédération nationale des associations d'accueil et de réinsertion sociale.

Il a été :
- membre du conseil d’administration de l’École centrale Paris (2008-2014) ;
- membre du conseil d’administration de Thales ;
- président du conseil d'administration de l'Association nationale de la recherche et de la technologie[23].

## Distinctions

### Décorations
- Grand officier de la Légion d'honneur. Il est fait chevalier le 29 mars 1993 pour récompenser ses 25 ans d’activités professionnelles et de services militaires[24], puis il est promu officier le 9 avril 2004[25], commandeur le 31 décembre 2009[26], avant d'être élevé à la dignité de grand officier le 25 mars 2016[27].
- Chevalier de l'ordre national du Mérite
- Médaille Heung-in de l’ordre du Mérite diplomatique[28]

### Prix
- En 2012, l'Association des journalistes professionnels de l’aéronautique et de l’espace (AJPAE) lui décerne le prix Icare.